# Nuevo Nicapa
Nuevo Nicapa är en ort i Mexiko.   Den ligger i kommunen Pichucalco och delstaten Chiapas, i den sydöstra delen av landet, 700 km öster om huvudstaden Mexico City. Nuevo Nicapa ligger 19 meter över havet och antalet invånare är 1 346.
Terrängen runt Nuevo Nicapa är platt. Runt Nuevo Nicapa är det ganska glesbefolkat, med 43 invånare per kvadratkilometer. Närmaste större samhälle är Teapa, 15,8 km sydost om Nuevo Nicapa. Trakten runt Nuevo Nicapa består till största delen av jordbruksmark.